# Delirious - Tutto è possibile
Delirious - Tutto è possibile (Delirious) è un film del 2006 scritto e diretto da Tom DiCillo.

## Trama
Les è un paparazzo in attesa del grande scoop, una sera accetta, dopo l'iniziale diffidenza, di ospitare in casa sua Toby, un giovane senzatetto, conosciuto qualche ora prima mentre tentava di fotografare la cantante K'harma. Il giorno dopo, in cambio dell'ospitalità, Toby si offre di lavorare gratuitamente facendogli da assistente.
Dopo essere stati ad una festa, Les e Toby sentono per caso una conversazione telefonica e scoprono che una celebrità il giorno dopo dovrà sottoporsi ad un'operazione chirurgica al pene. I due si appostano davanti all'uscita della clinica e Les riesce a scattare una foto che finirà sulla prima pagina di una rivista scandalistica e che gli frutterà 700 dollari. Les decide di realizzare un book fotografico di Toby per aiutarlo a farlo diventare un attore.
Per una serie di casualità Toby finisce per incontrare K'harma ed a passarci la notte insieme, il giorno dopo la cantante lo invita alla sua festa di compleanno. Alla festa Toby porta anche l'amico Les, che era rimasto molto amareggiato la sera precedente per non essere stato coinvolto, facendosi promettere di non fotografare i personaggi famosi presenti. Les però non resiste ed inizia a scattare delle foto, i due vengono cacciati e K'harma, che odia tanto i paparazzi, scopre che Toby lavora come suo assistente. Questo fatto mette fine alla relazione tra Toby e K'harma, nonché all'amicizia tra Toby e Les.
Tempo dopo Toby è diventato un attore famoso ed è riuscito a riconquistare il cuore di K'harma, Les invece cova ancora rancore e progetta di uccidere Toby modificando una vecchia macchina fotografica in una pistola. Alla première di un film Toby e K'harma sfilano sul tappeto rosso, in mezzo alla calca di fotografi spunta anche Les intenzionato a portare a termine il suo piano omicida, ma una volta lì cambia idea e subito dopo incrocia il suo sguardo con quello di Toby, i due stringono la mano e poi Les gli scatta una foto.

## Cast

### Cameo
Durante la festa di compleanno della cantante K'harma compare in un cameo Elvis Costello, nei panni di sé stesso, con il suo caratteristico cappello. In una delle scene iniziali del film Les si vanta con Toby di essere riuscito a scattargli due fotografie, una in bianco e nero e una a colori, in cui è ritratto senza cappello.

## Distribuzione
Presentato in anteprima internazionale il 26 settembre 2006 in Spagna in occasione della 54ª edizione del Festival di San Sebastián, ha partecipato ad altre manifestazioni simili in Europa e in America nel corso del 2007.

## Riconoscimenti
- 2006 - Festival Internazionale del Cinema di San Sebastián
  - Concha de Plata al miglior regista
  - Migliore sceneggiatura
  - Premio SIGNIS
- 2007 - International Istanbul Film Festival
  - Premio speciale della giuria